# Бузоєшть (комуна)
Бузоєшть, Бузоєшті (рум. Buzoești) — комуна у повіті Арджеш в Румунії. До складу комуни входять такі села (дані про населення за 2002 рік):
- Іонешть (744 особи)
- Бужорень (218 осіб)
- Бузоєшть (491 особа)
- Вледуца (89 осіб)
- Вулпешть (967 осіб) — адміністративний центр комуни
- Корнецел (1107 осіб)
- Куртянка (378 осіб)
- Подень (377 осіб)
- Редя (32 особи)
- Томшанка (397 осіб)
- Шербоєнь (1506 осіб)

Комуна розташована на відстані 94 км на захід від Бухареста, 30 км на південь від Пітешть, 93 км на схід від Крайови, 129 км на південний захід від Брашова.

## Населення
За даними перепису населення 2002 року у комуні проживали 6306 осіб.
Національний склад населення комуни:
| Національність | Кількість осіб | Відсоток |
| -------------- | -------------- | -------- |
| румуни         | 6303           | > 99,9%  |
| турки          | 1              | < 0,1%   |

Рідною мовою назвали:
| Мова      | Кількість осіб | Відсоток |
| --------- | -------------- | -------- |
| румунська | 6304           | > 99,9%  |

Склад населення комуни за віросповіданням:
| Релігія        | Кількість осіб | Відсоток |
| -------------- | -------------- | -------- |
| православні    | 6295           | 99,8%    |
| бретрени       | 4              | 0,1%     |
| реформати      | 3              | < 0,1%   |
| мусульмани     | 2              | < 0,1%   |
| греко-католики | 1              | < 0,1%   |
| адвентисти     | 1              | < 0,1%   |